# Elegance Bratton
Pour les articles homonymes, voir Bratton.
Elegance Bratton est un réalisateur, scénariste, producteur et photographe américain, né le 3 mai 1979 à Jersey City (New Jersey).

## Biographie

### Jeunesse et formation
Elegance Bratton naît le 3 mai 1979 à Jersey City, dans le New Jersey. Il grandit à Phillipsburg (New Jersey). À 16 ans, il est expulsé de chez lui à cause de son homosexualité, et passe 10 ans dans la rue avant de s'engager au corps des Marines. Il y est spécialiste dans le tournage de combat au Camp H. M. Smith, à Hawaï, pour tourner des images vidéo et prendre des photographies.
Au début des années 2010, il suit des études afro-américaines à l'université Columbia, où il obtient le diplôme, et passe au deuxième cycle à la Tisch School of the Arts, à New York, pour la scénarisation et la réalisation,.

### Carrière
Depuis le début des années 2010, Elegance Bratton travaille en tant que réalisateur, scénariste, producteur et photographe. Son recueil photographique Bound by Night est sélectionné au festival de la photographie de Kassel 2014, en Allemagne,.
En 2016, il tourne son premier court métrage Walk for Me comme une session dans le programme de Graduate Film à la Tisch School of the Arts, en seconde année. Ce film a pour thème la maternité des trans dans la ball culture, et est diffusé grâce à la distribution de The Criterion Collection.
En 2019, il présente son film documentaire Pier Kids parlant des trois jeunes sans domicile fixe LGBTQ. Ce film est mentionné dans les médias, tels que Vice, ABC News, The Huffington Post, Out et GLAAD,,.
En juin 2021, on annonce sa préparation du premier long métrage The Inspection, en tant que scénariste et réalisateur, avec les acteurs Jeremy Pope, Gabrielle Union, Bokeem Woodbine et Raúl Castillo, en compagnie de la société de production Gamechanger Films et A24,. Le film est projeté en avant-première mondiale au festival international du film de Toronto, le 8 septembre 2022, ainsi qu'au festival du film de New York, le 14 octobre 2022. Il a pour date de sortie le 18 novembre 2022 aux États-Unis.

## Filmographie

### Réalisateur et scénariste

#### Longs métrages
- 2019 : Pier Kids (documentaire)
- 2022 : The Inspection
- prévu pour 2025 : Move Ya Body: The Birth of House (documentaire)[18]

#### Courts métrages
- 2016 : Walk for Me
- 2020 : Buck